# Вероизповедание
Вероизповеданието, или конфесия (на латински: confessio – „изповедание“), е особеност при и във вярата, в рамките на религията, което обединява вярващите по групи. Конфесията може да бъде обособена в рамките на религиозна доктрина или да е част от религиозната доктрина.
Терминът се отнася за различните християнски деноминации (например източно православие, римокатолицизъм, протестантство и други). При исляма може да се отнася към различните разклонения като сунизъм, шиизъм и ахмадия, както и техните подразделения и секти.
Най-голямата религиозна деноминация в света е сунитския ислям, следван от римокатолицизма.

## източници
1. ↑  Aaron W. Hughes. Muslim Identities: An Introduction to Islam.   Columbia University Press, 2013. с. 62.
2. ↑  Theodore Gabriel, Rabiha Hannan. Islam and the Veil: Theoretical and Regional Contexts.   Bloomsbury Publishing, 2011. с. 58.
3. ↑  Aaron W. Hughes. Muslim Identities: An Introduction to Islam.   Columbia University Press, 2013. с. 129.
4. ↑  Muzaffar Husain Syed, Syed Saud Akhtar, B D Usmani. Concise History of Islam.   Vij Books India, 2011. с. 73.
5. ↑  CARL BIALIK. Muslims May Have Overtaken Catholics a While Ago //  The Wall Street Journal.   9 април 2008. Посетен на 5 септември 2015.
6. ↑  Connie R. Green, Sandra Brenneman Oldendorf, Religious Diversity and Children's Literature: Strategies and Resources, Information Age Publishing, 2011, с. 156.